# Johann Bolandt

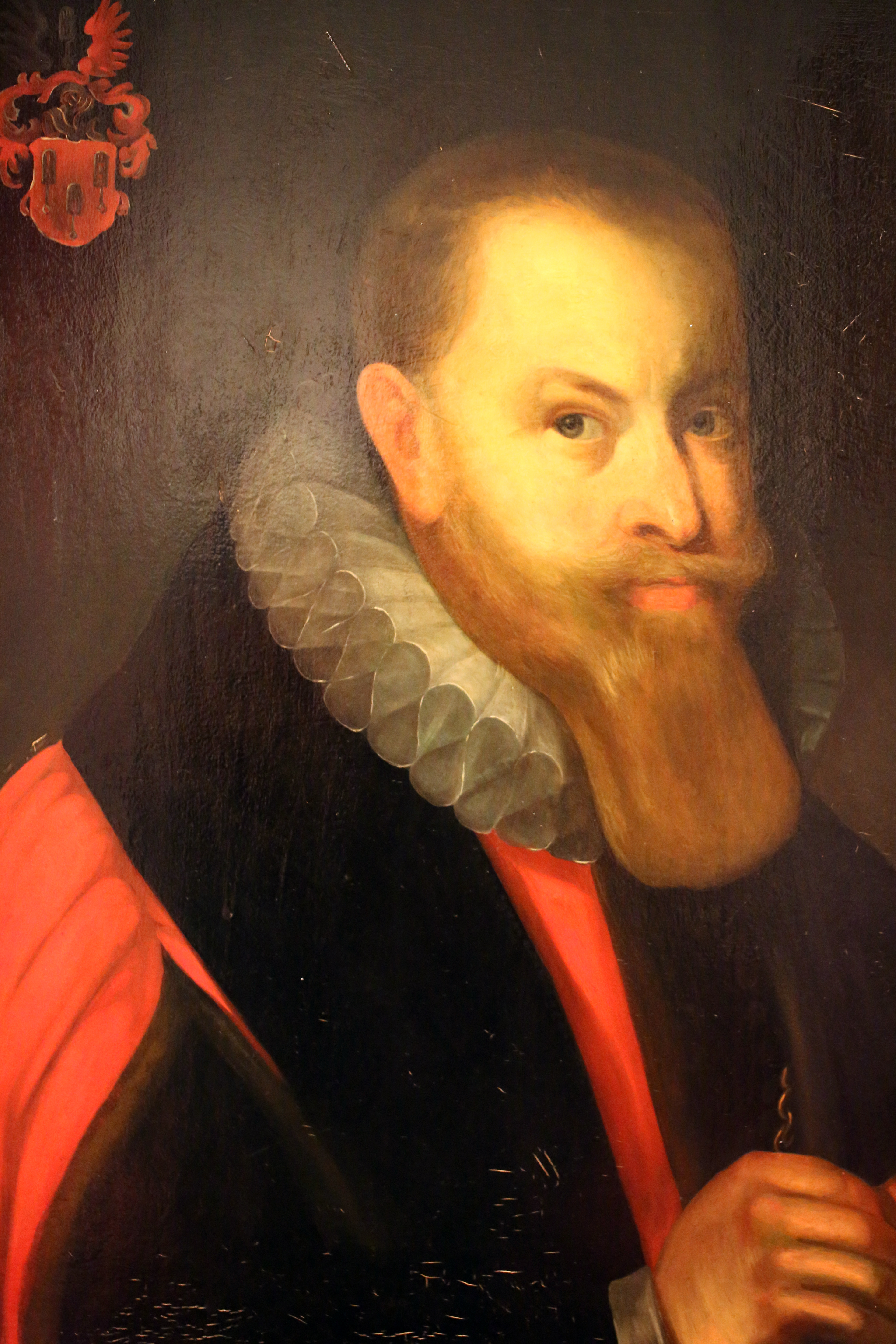
Johann Bolandt um 1611 (Geldorp Gortzius)

Johann Bolandt (* 1562; † 11. Oktober 1645 in Köln) war ein Kaufmann und Politiker in der Freien Reichsstadt Köln.

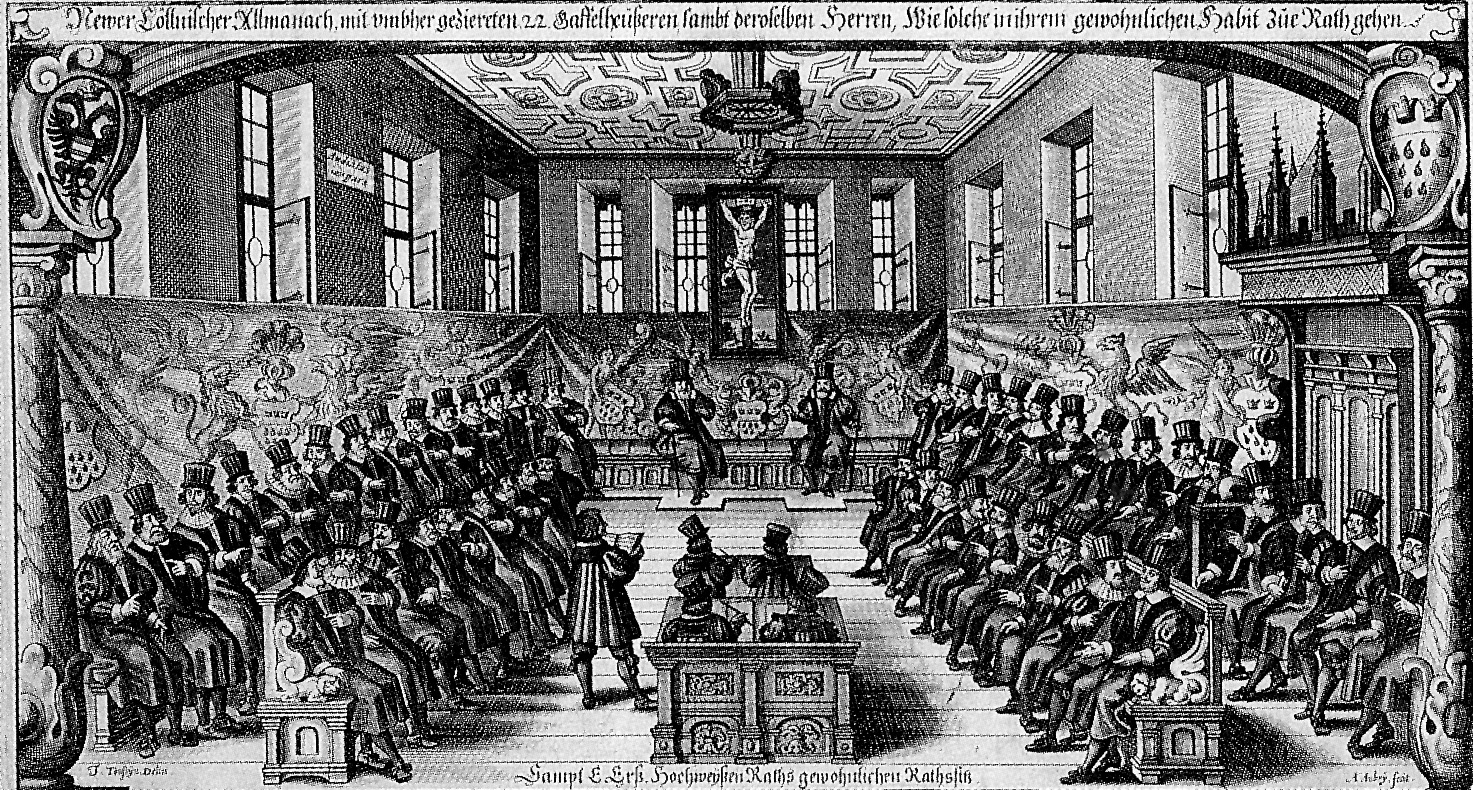
Ratsherrenversammlung im 17. Jahrhundert

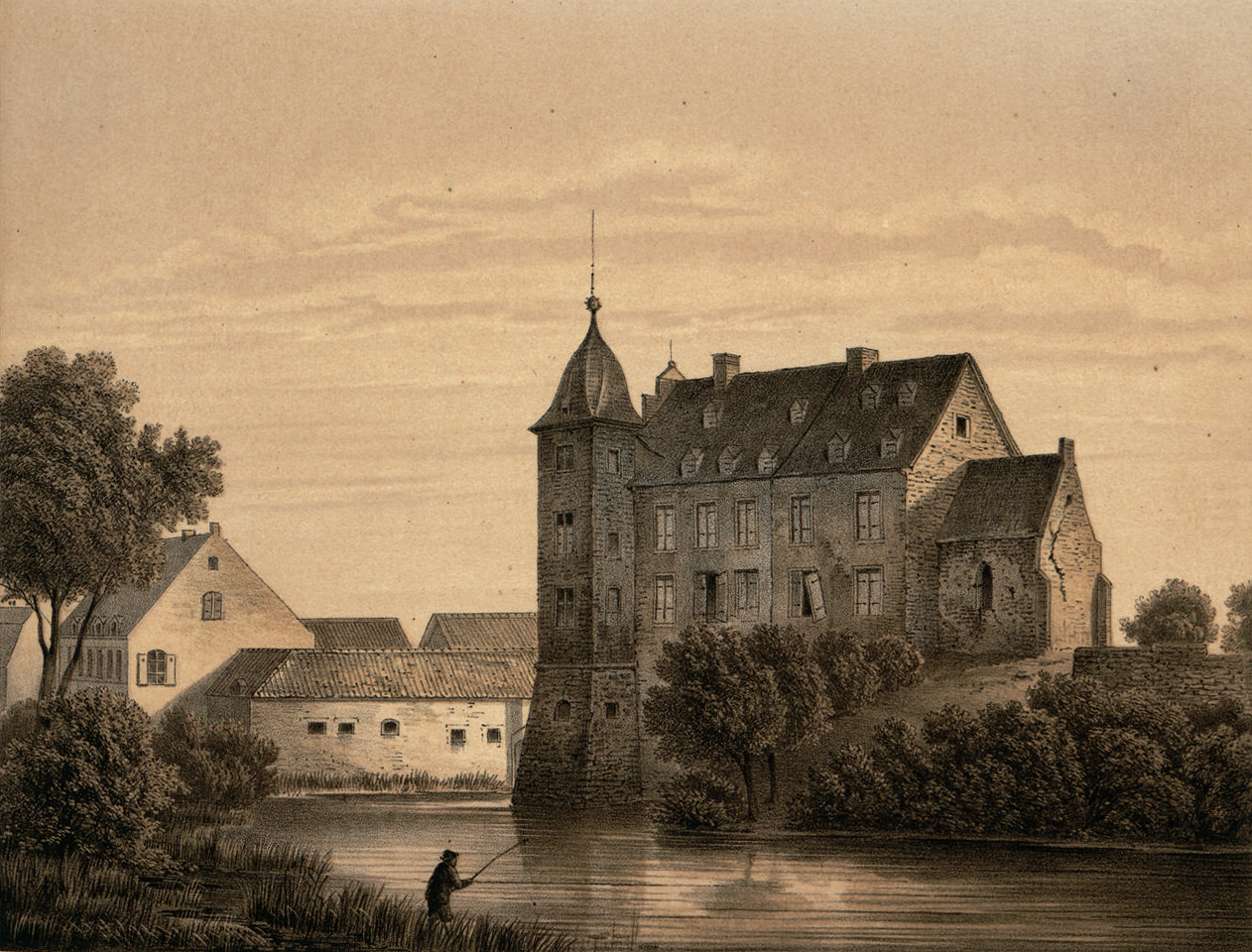
Burg Kühlseggen um 1860, zuvor wahrscheinlich Sitz des in den Adelsstand erhobenen Johann Bolandt zu Keulseck

## Leben

### Kaufmann, Bannerherr und Familie
Ob Johann Bolandt in Köln geboren wurde, ist nicht bekannt, jedoch muss er Kölner Bürger gewesen sein, um Mitglied einer Gaffel werden zu können. Er war Mitglied der Gaffel Schwarzenhaus, einer Vereinigung der Kölner Kaufleute geworden, und wurde wahrscheinlich deren Bannerherr. Bolandt agierte als Händler im internationalen Waffengeschäft und schickte Waffen sowohl aus heimischer Produktion als auch von Herstellern aus Solingen und Lüttich auf die Iberische Halbinsel. Von dort bezog er Spezereien, und aus England erhielt er Tuche.
Seit 1586 und bis 1607 war Bolandt Ratsherr der Stadt. In die Anfangszeit seiner Ratsherrenschaft fällt möglicherweise seine erste Ehe mit Elisabeth Mendez. Sie war die Tochter eines portugiesischen Faktors in Antwerpen, die mit ihrer Mutter wegen der dortigen politisch-religiösen Auseinandersetzungen in Köln Zuflucht gefunden hatte. Bolandt hatte mit Elisabeth Mendez drei Kinder. Wohl nach dem Tod von Elisabeth heiratete Bolandt 1621 Susanna, die Tochter des venezianischen Großkaufmanns Balthasar Charles. 1616 erwarb Johann von Bolandt gemeinsam mit seiner ersten Frau von Adolf Sigismund Raitz von Frentz die stark heruntergekommene Burg Kühlseggen samt Zubehör für 29.000 Reichstaler.

### Ratsherr und Bürgermeister
Bolandt gelang es, zwischen den Jahren 1603/04 und 1645/46 bei 15 Wahlen das höchste Amt der Stadt zu erringen. In Bolandts frühe Amtszeiten fiel auch die Restaurierung der Ratskapelle. Zur Finanzierung des Vorhabens wurden neue Strafgelder eingesetzt, die man beispielsweise den Häretikern auferlegte. So wurde ein solches Strafgeld in der Höhe von 1400 Goldgulden eingetrieben und im Jahr 1608 für Arbeiten an der Ratskapelle St. Maria in Jerusalem verwandt. Eine im Jahr 1612 verhängte Geldstrafe von 200 Goldgulden wurde im Jahr 1614 dem „Ausputz“ (Verschönerung) einer Kapelle zugeführt. Statt des alten hölzernen Unterschlags konnte nun eine Empore auf Marmorpfeilern gebaut werden, die 1616 durch Meister „Jakob Sieglar“ für 300 Reichstaler ausgeführt wurde. Weitere solcher, der Rentkammer zufließenden Strafgelder, ermöglichten die Ausrüstung, Erhöhung und Wölbung sowie sonstige Verbesserungen der Kapelle.
Als 1612 Mülheim durch Wolfgang Wilhelm von Pfalz-Neuburg und Kurfürst Johann Sigismund von Brandenburg zur Festung ausgebaut wurde, erwirkte Bolandt durch eine in mehrheitlicher Übereinstimmung mit dem Rat verfasste Petition an Kaiser Matthias die Anordnung zur Einstellung der Arbeiten und den Abriss schon geschaffener Anlagen. Da die Fürsten dem Befehl nicht folgten und der Kaiser selbst nichts unternahm, suchte sich die Stadt Verbündete, die sie bei den Spanischen Niederlanden fand. Im Herbst 1614 entsandte der spanische Befehlshaber Spinola eine Truppe von 550 Mann nach Mülheim, die alle Befestigungsanlagen zerstörte. Im Folgejahr, Johann Bolandt war nun erneut im Amt, veranlasste er im Vollzug eines Urteils des Reichshofrates, weitere Maßnahmen gegen Mülheim. Er ließ in dem aufstrebenden Ort, der mit praktizierter Religionsfreiheit und gewährten steuerlichen Privilegien auch viele protestantische Geschäftsleute anzog und so zur Konkurrenz Kölns wurde, auch Privatbauten einreißen.
Bolandt galt in seiner Amtsführung als politischer Hardliner, der mit den Kaiserlich-Katholischen sympathisierte, einem Bündnis, dem sich auch Köln angeschlossen hatte. Er beeinflusste den Rat 1624, sich gegen Frankreich zu positionieren und Söldner anzuwerben. Etwa in die Mitte der Amtszeiten dieses strenggläubig katholischen Bürgermeisters, die zugleich auch eine Epoche der extremen Hexenverfolgung in Köln war, fiel der Prozess gegen Katharina Henot und deren Verurteilung und Hinrichtung im Jahr 1627. 1628 wurde Bolandt als Herr zu Keulseck (Burg Kühlseggen) von Kaiser Ferdinand geadelt.
Unter Bolandts Führung entsandte der Rat 1631 eine Abordnung zu dem so genannten Kompositionstag nach Frankfurt, auf dem sich die Kölner Delegation vehement gegen die Aufhebung des Restitutionsediktes einsetzte und für die Alleingeltung der katholischen Konfession in der Reichsstadt Köln plädierte.
Johann Bolandt starb während seiner 15. Amtszeit; seine Nachfolge im Amt trat Peter von Wolfskehl an.